# Play Me (Johannes Rypma)
Play Me is het debuutalbum van de Nederlandse zanger en model Johannes Rypma. Het album kwam uit op 16 juni 2013. Voor de komst van het album waren de singles Play Me en My heart don't wanna let go uitgebracht. Daarnaast staat de coverhit When The Lady Smiles erop die Rypma tevens live ten gehore bracht bij The Voice of Holland.
Op 22 juni 2013 kwam het album binnen op nummer 26 in de Album Top 100.
| Nr. | Titel                       | Duur |
| --- | --------------------------- | ---- |
| 1.  | Play Me                     |      |
| 2.  | My heart don't wanna let go |      |
| 3.  | Let's make a memory         |      |
| 4.  | Stupid, Rebel Yell          |      |
| 5.  | I Need You The Same         |      |
| 6.  | In Libben Yn'e Rock & Roll  |      |
| 7.  | When The Lady Smiles        |      |
| 8.  | Sex On Fire                 |      |
| 9.  | Summer Of '69               |      |
| 10. | How You Remind Me           |      |